# Laci Boldemann
Laci Georg Boldemann, född 24 april 1921 i Helsingfors, död 18 augusti 1969 i München (folkbokförd i Saltsjö-Duvnäs, Nacka församling, Stockholms län), var en huvudsakligen i Sverige verksam tonsättare av tysk och finländsk härstamning.

## Bakgrund
Laci Boldemann var son till direktören Holger Boldemann och Mathilde "Maija" Järnefelt. Farfadern Georg Boldemann flyttade i början av 1930-talet till Sverige och Saltsjöbaden. Farmodern var sångpedagogen Lina Boldemann och morfadern var författaren Arvid Järnefelt.

## Karriär
Laci Boldemann studerade komposition och piano vid Royal Academy of Music i London, bland annat för Henry Wood, samt senare piano för Gunnar de Frumerie i Sverige. Som tysk medborgare tvingades Boldemann att gå med i tyska armén 1942. Han tjänstgjorde i Ryssland, Polen och Italien innan han deserterade till partisanerna i Abruzzi. Efter att ha tillbringat drygt två år i ett amerikanskt fångläger återvände han till Lübeck där han april 1946 träffade sin blivande hustru Karin Boldemann, född Katz. Detta avsnitt i hans liv skildras i dottern Cecilias dokumentärroman Tibastens sång. Laci och Karin Boldemann flyttade till Sverige 1947 där han senare bland annat arbetade som musiklärare.
Han komponerade sceniska ouvertyrer, lyriska sångcykler och ett par sagooperor. Eftersom han ville förenkla stilen och göra musiken mer lättförståelig, började han skriva mer för barn, till exempel Möss i månsken (1958–1966) och Spefågel, snuggla och trask (1968). Han skrev också instrumentalmusik såsom en violinkonsert (1959) och en symfoni (1962).

## Familj
Laci Boldemann var sedan 1946 gift med författaren Karin Boldemann (född 1928), dotter till Helmuth Katz och Lisel Bender. De fick barnen Cecilia Boldemann 1948 och Marcus Boldemann 1950.

## Verk
- Boldemann, Laci (1962). Symfoni nr. 1. München. Libris 9208665
- Boldemann, Laci; Frostenson Anders (text) (1967). Möss i månsken och andra visor (Ny utök. uppl.). Stockholm: Nordiska musikförl. Libris 1894584
- Boldeman, Laci; Hallqvist Britt G. (översättning) (1978). Spefågel, snuggla och trask 36 visor till texter ur James Krüss' Der wohltemperierte Leierkasten. Stockholm: Ed. Suecia. Libris 588256
- Musik till Sjörövarskivan, med text av Lennart Hellsing

## Diskografi
- Kalle Kulör och andra barnvisor. Columbia F 054-34243
- Möss i månsken och andra barnvisor. HMV SCLP 1062
- Sex småstycken utan pedal (1950). SWS SLT 33184
- De snurriga flugorna och sju andra barnvisor. HMV 7EGS 337
- Spefågel, snuggla och trask op. 24 (1968). HMV E 061-34081
- Svart är vitt sa kejsarn, sagoopera (1964). HMV SCLP 1034
- Tre fasliga fåglar : visor för barn och vuxna. Proprius PROP 7771
- Lieder und Balladen. Bluebell of Sweden Bell 188
- Concerto per pianoforte e orchestra op. 13 (1957) ; Sechs kleine Liebeslieder op. 2 (1946-50) ; Morgenstern-sånger op. 5 ; Geheime Verabredung ; Pour les levres chantantes. SWS SKCD 1
- Epitaphs. Phono Suecia PSCD 29